# Hans-Joachim Perk
Hans-Joachim Perk (* 19. September 1945 in Berlin) ist ein ehemaliger deutscher Zehnkämpfer.
Bei den Olympischen Spielen 1972 in München gab er nach drei Disziplinen wegen einer Verletzung auf.
Seine persönliche Bestleistung von 7982 Punkten stellte er am 29. Juni 1969 in Leverkusen auf.
Hans-Joachim Perk startete für Bayer Leverkusen.